# Ameles spallanzania
Ameles spallanzania is een bidsprinkhaan uit de familie van de Mantidae.
De soort heeft een lengte van 18 tot 25 millimeter. De kleur is variabel groen, grijs of bruin of gemengd van deze. De vrouwtjes hebben zeer korte vleugels, 4,5 tot 7 millimeter, en kunnen niet goed vliegen. Ze krullen vaak hun lijf omhoog. De vleugels van de mannetjes zijn langer, tussen de 15 en 24 millimeter, steken van achteren uit, en zij kunnen wel goed vliegen. De mannetjes lijken veel op Ameles decolor. De soort komt voor in Zuid-Europa en Noord-Afrika. De volwassen dieren zijn te vinden van juni tot oktober.